# Al-Misara
Al-Misara (arab. المعصرة) – wieś w Syrii, w muhafazie muhafazie Aleppo. W 2004 roku liczyła 294 mieszkańców.